# Eta Lyrae
Eta Lyrae (Aladfar, 20 Lyrae) é uma estrela na direção da constelação de Lyra. Possui uma ascensão reta de 19h 13m 45.49s e uma declinação de +39° 08′ 45.5″. Sua magnitude aparente é igual a 4.43. Considerando sua distância de 1042 anos-luz em relação à Terra, sua magnitude absoluta é igual a −3.09. Pertence à classe espectral B2.5IV.